# Schwarz greift ein
Schwarz greift ein ist eine Krimiserie, die in den Jahren von 1994 bis 1999 auf Sat.1 ausgestrahlt wurde und die im Bahnhofsquartier von Frankfurt am Main spielt. Die Serie entstand in Zusammenarbeit mit den Kirchen. Als fachlicher Berater wirkte Dietmar Heeg als ausgebildeter Theologe mit.

## Handlung
Henning Schwarz tritt in der St.-Antonius-Gemeinde in Frankfurt am Main eine Pfarrstelle an. Das fällt ihm nicht leicht, da er seinerzeit als Kriminalkommissar im Bahnhofsquartier aus Notwehr einen jungen Mann erschossen hat. Er kennt die Sorgen und Nöte gestrandeter Existenzen und tritt dadurch auch regelmäßig in den Dienst der Polizei. Einer seiner besten Freunde ist der Kommissar Reiner Berg, dargestellt von Rainer Grenkowitz.
Berg wird 1995 in das Bundeskriminalamt nach Wiesbaden versetzt. Sein Nachfolger wird Kommissar Jan Fischer, gespielt von Thure Riefenstein. Fischers erster Fall, eine Geiselnahme, in die Schwarz zufällig hineingeraten ist, bringt die beiden zusammen. Da Fischer eine vollkommen andere Persönlichkeit ist als Berg, haben er und Schwarz anfänglich Probleme miteinander, können sich aber im Laufe der Zeit zusammenraufen.

## Hintergrund
Die katholische Kirche beteiligte sich mit 1,6 Millionen DM an der Finanzierung dieser Serie. Insgesamt erschienen zwischen dem 3. Februar 1994 und dem 25. August 1999 41 Folgen. Drei Staffeln mit einstündigen Folgen zeigte Sat.1 donnerstags, später mittwochs zur Primetime. Das Titellied I'm No Hero sang Johnny Logan.
Wennemann, der als Hauptdarsteller der Krimireihe Der Fahnder sehr bekannt wurde, konnte auch in der Reihe Schwarz greift ein Erfolge verbuchen. Es gab bis zu 6 Millionen Zuschauer und bis zu 30 % Marktanteil je Folge.
In der ersten Staffel stellt Günter Strack einen Bischof dar. Weitere Darsteller sind u. a. Suzanne Ziellenbach, Rainer Grenkowitz, Thure Riefenstein, Cristina Marsillach, Ingeborg Lapsien, Dieter Landuris und Ilona Grübel.

## Episodenliste

### Staffel 1
Die Ausstrahlung der ersten Staffel erfolgte vom 3. Februar 1994 bis zum 12. Mai 1994 auf Sat.1.
| Nr. (ges.) | Nr. (St.) | Originaltitel            | Erstausstrahlung D | Regie            | Drehbuch                             |
| ---------- | --------- | ------------------------ | ------------------ | ---------------- | ------------------------------------ |
| 1          | 1         | Auge um Auge (Pilotfilm) | 3. Feb. 1994       | Gert Steinheimer | Christina Christoff Daniel Christoff |
| 1          | 2         | Käufliche Liebe          | 10. Feb. 1994      | Gert Steinheimer | Friedemann Fromm                     |
| 1          | 3         | Saulus oder Paulus       | 17. Feb. 1994      | Gert Steinheimer | Klaus Gietinger                      |
| 1          | 4         | Der Komplize             | 24. Feb. 1994      | Bodo Fürneisen   | Christina Christoff Matthias Herbert |
| 1          | 5         | Blinde Wut               | 3. März 1994       | Bodo Fürneisen   | Christina Christoff Matthias Herbert |
| 1          | 6         | Der Mann ohne Namen      | 10. März 1994      | Bodo Fürneisen   | Christina Christoff Matthias Herbert |
| 1          | 7         | Habgier                  | 15. März 1994      | Bodo Fürneisen   | Friedemann Fromm Matthias Herbert    |
| 1          | 8         | Die Macht des Wortes     | 24. März 1994      | Peter Carpentier | Matthias Herbert                     |
| 1          | 9         | Das Geheimnis der Uhr    | 31. März 1994      | Peter Carpentier | Matthias Herbert                     |
| 1          | 10        | Mutterfreuden            | 7. Apr. 1994       | Gert Steinheimer | Friedemann Fromm Matthias Herbert    |
| 1          | 11        | Brot und Spiele          | 21. Apr. 1994      | Gert Steinheimer | Klaus Gietinger Matthias Herbert     |
| 1          | 12        | Der Brief                | 28. Apr. 1994      | Gert Steinheimer | Daniel Christoff Matthias Herbert    |
| 1          | 13        | Ehen auf Zeit            | 5. Mai 1994        | Peter Carpentier | Christina Christoff Matthias Herbert |
| 1          | 14        | Das Geständnis           | 12. Mai 1994       | Peter Carpentier | Daniel Christoff                     |

### Staffel 2
Die Ausstrahlung der zweiten Staffel erfolgte vom 4. Juli 1995 bis zum 26. September 1995 auf Sat.1.
| Nr. (ges.) | Nr. (St.) | Originaltitel                                 | Erstausstrahlung D | Regie           | Drehbuch                       |
| ---------- | --------- | --------------------------------------------- | ------------------ | --------------- | ------------------------------ |
| 15         | 1         | Ma Beckers Erbe (Pilotfilm zur neuen Staffel) | 4. Juli 1995       | Klaus Gietinger | Manfred Birkel Walter Steffen  |
| 16         | 2         | Die Festung                                   | 11. Juli 1995      | Klaus Gietinger | Andy T. Hoetzel Jürgen Wöhrle  |
| 17         | 3         | Die Versuchung                                | 18. Juli 1995      | Klaus Gietinger | Manfred Birkel Walter Steffen  |
| 18         | 4         | Geschändet                                    | 25. Juli 1995      | Klaus Gietinger | Manfred Birkel Klaus Gietinger |
| 19         | 5         | Auferstehung                                  | 3. Okt. 1995       | Charly Weller   | Manfred Birkel Walter Steffen  |
| 20         | 6         | Leistungsdruck                                | 8. Aug. 1995       | Charly Weller   | Friedemann Fromm               |
| 21         | 7         | Bis der Tod euch scheidet                     | 15. Aug. 1995      | Charly Weller   | Andy T. Hoetzel Jürgen Wöhrle  |
| 22         | 8         | Tödliches Blut                                | 10. Okt. 1995      | Charly Weller   | Manfred Birkel Walter Steffen  |
| 23         | 9         | Durchgebrannt                                 | 29. Aug. 1995      | Klaus Gietinger | Lars von Saldern               |
| 24         | 10        | Schatten der Vergangenheit                    | 5. Sep. 1995       | Klaus Gietinger | Werner Asam                    |
| 25         | 11        | Natascha                                      | 17. Okt. 1995      | Klaus Gietinger | Friedhelm Zündel               |
| 26         | 12        | Voll drauf                                    | 19. Sep. 1995      | Klaus Gietinger | Stefan Höfler                  |
| 27         | 13        | Der falsche Hirte                             | 26. Sep. 1995      | Klaus Gietinger | Klaus Gietinger                |

### Staffel 3
Die Ausstrahlung der dritten Staffel erfolgte vom 5. Mai 1999 bis zum 25. August 1999 auf Sat.1.
| Nr. (ges.) | Nr. (St.) | Originaltitel                                      | Erstausstrahlung D | Regie             | Drehbuch                       |
| ---------- | --------- | -------------------------------------------------- | ------------------ | ----------------- | ------------------------------ |
| 28         | 1         | Römisches Intermezzo (Pilotfilm zur neuen Staffel) | 5. Mai 1999        | Marco Serafini    | Daniel Maximilian Thomas Pauli |
| 29         | 2         | Der Lebensretter                                   | 12. Mai 1999       | Peter Weissflog   | Daniel Maximilian Thomas Pauli |
| 30         | 3         | Die Beichte                                        | 19. Mai 1999       | Helmut Metzger    | Georg Marioth Beate Pfeiffer   |
| 31         | 4         | Dunkle Mächte                                      | 26. Mai 1999       | Helmut Metzger    | Georg Marioth Beate Pfeiffer   |
| 32         | 5         | Die Fälschung                                      | 2. Juni 1999       | Holger Barthel    | Stefan Höfler                  |
| 33         | 6         | Großstadtpiraten                                   | 9. Juni 1999       | Peter Weissflog   | Daniel Maximilian Thomas Pauli |
| 34         | 7         | Alle, die da fallen                                | 16. Juni 1999      | Helmut Metzger    | Georg Marioth Beate Pfeiffer   |
| 35         | 8         | Die Brandstifter                                   | 23. Juni 1999      | Holger Barthel    | Daniel Maximilian Thomas Pauli |
| 36         | 9         | Klassentreffen                                     | 21. Juli 1999      | Peter Weissflog   | Oliver Held Heiner Mühlenbrock |
| 37         | 10        | Schuld und Sühne                                   | 28. Juli 1999      | Peter Weissflog   | Daniel Maximilian Thomas Pauli |
| 38         | 11        | Altes Gift                                         | 4. Aug. 1999       | Helmut Metzger    | Georg Marioth Beate Pfeiffer   |
| 39         | 12        | Schlag auf Schlag                                  | 11. Aug. 1999      | Kai Borsche       | Daniel Maximilian Thomas Pauli |
| 40         | 13        | Befleckte Empfängnis                               | 18. Aug. 1999      | Kai Borsche       | Georg Marioth                  |
| 41         | 14        | Der Scheinheilige                                  | 25. Aug. 1999      | Alexandru Riosanu | Stefan Höfler                  |

## Kritiken
Eine Rezension zum Film meinte: „‚Schwarz greift ein‘ thematisiert vor allem diejenigen christlichen Werte, die auch jeder Andersgläubige mit gesundem Menschenverstand für recht und rechtens halten sollte.“ Sie stellt aber auch das „klassische Schwarzweiss-Denken vieler Mitbürger in Frage.“ „Die Grundstory lebt […] von ihren starken Kontrasten. Moral und Glaube betten sich in ein Umfeld am unteren Rand der menschlichen Existenz ein.“
Aus katholischer Sicht wird kritisiert: „Das hier in der ‚zweiten Lebenswirklichkeit Fernsehen‘ vertretene Priesterbild ist hierarchistisch-konservativ. Dahinter steht ein priesterzentrierteszentralistisches Kirchenbild. Dies zeigt sich schon im permanenten Kollartragen, was nicht gerade repräsentativ ist für die realexistierenden Pfarrer.“ Angeprangert wird auch „die Instrumentalisierung der Diakonie für das angeblich ‚Eigentliche‘, etwa für Bekenntnis- und Kirchenintegration“ und die Rolle der Gemeindemitglieder, die „dem Pfarrer gegenüber als nachgeordnet [erscheinen], entweder blaß oder in irgendeiner Weise als unzureichend und klischeehaft […] sogar bis dümmlich und trottelhaft.“
Der Titelheld „verkörpert einen auf modern getrimmten Priester alten, vorkonziliaren Stils. Das Ziel einer biblischen und spirituellen Erneuerung von Kirche und Priestertum wird ausgeblendet und zuweilen sogar konterkariert. Zurück bleibt Unsicherheit, weil die Ausrichtung der Serie mit der Grundrichtung nachkonziliaren kirchlichen Lebens nicht übereinstimmt.“